# Hostynyj Dwir
Hostynyj Dwir (ukrainisch Гостиний двір) ist ein historisches Handelshaus auf dem Kontraktowa-Platz im Stadtviertel Podil der ukrainischen Hauptstadt Kiew.

## Geschichte

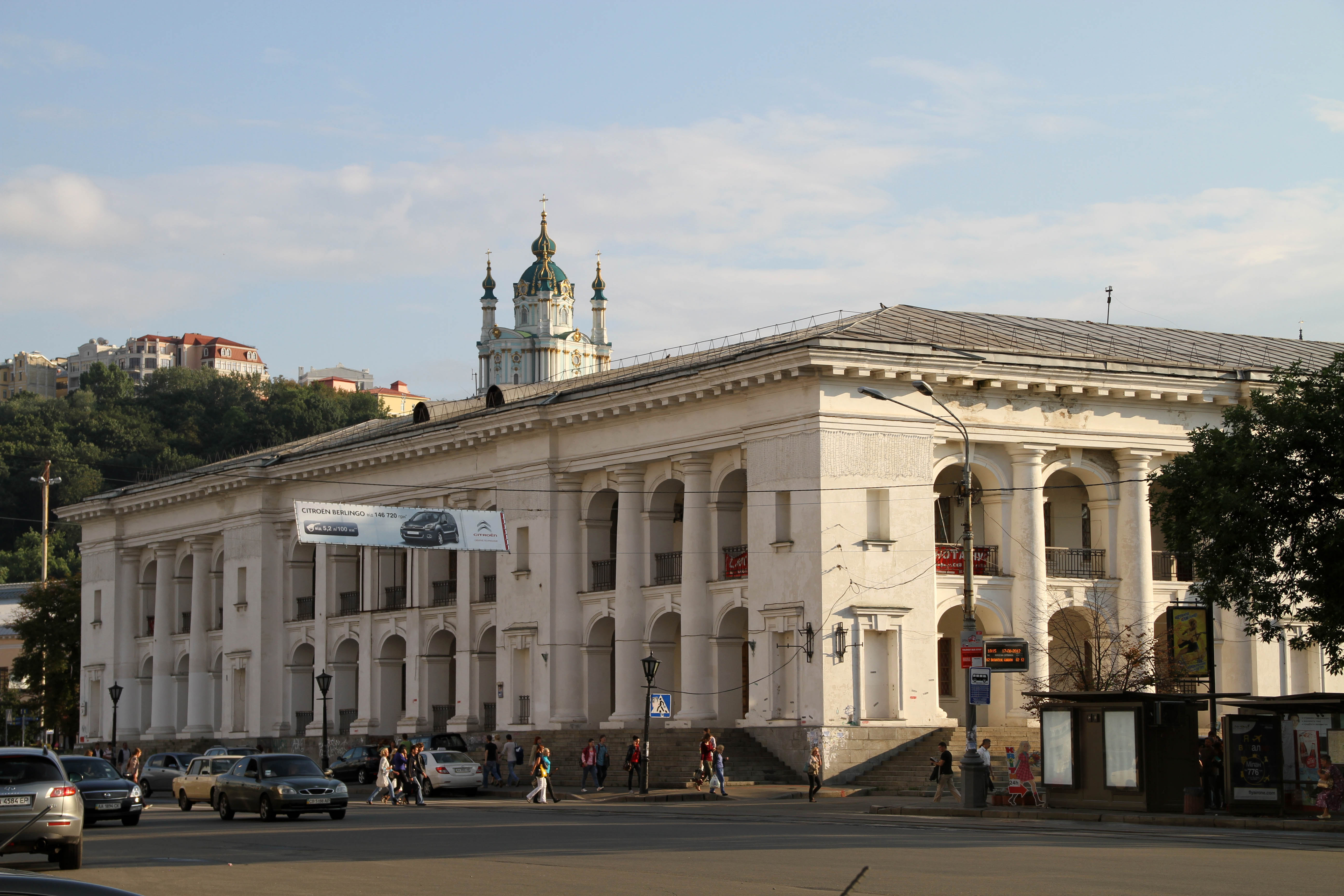
Das Hostynyj Dwir

Die Errichtung des klassizistischen Gebäudes wurde im Jahr 1809 unter dem Architekten Luigi Rusca begonnen, verzögerte sich jedoch durch den Großbrand in Podil von 1811 und Napoleons Russlandfeldzug 1812. Erst 1828 wurde das für Handelsmessen errichtete Bauwerk durch den Architekten Andrei Melenski, jedoch, aus Geldmangel und durch den Verlust der Baupläne, ohne das ursprünglich geplante weitere Stockwerk, vollendet. Das Gebäude wurde letztendlich in den 1980er Jahren, nachdem man die alten Baupläne wieder fand, aufgestockt. In das 100 m × 60 m große Gebäude mit Arkadengängen führten 6 Tore, von denen aus man die 50 hier ansässigen Geschäfte erreichen konnte.
Gegenwärtig wird das Gebäude unter anderem von exklusiven Geschäften, Restaurants und einer Bibliothek genutzt.